# I’d Do Anything for Love (But I Won’t Do That)
I’d Do Anything for Love (But I Won’t Do That) – ballada rockowa Meat Loafa, wydana w 1993 roku jako singel promujący album Bat Out of Hell II: Back Into Hell.

## Tło
W 1977 roku ukazał się album Meat Loafa pt. Bat Out of Hell, na którym znalazły się przeboje: „Two Out of Three Ain’t Bad”, „Paradise by the Dashboard Light” i „You Took the Words Right Out of My Mouth (Hot Summer Night)”. Wszystkie te piosenki zostały napisane przez Jima Steinmana. Po kłótni ze Steinmanem Meat Loaf zerwał z nim współpracę i wydał kilka albumów, które nie odniosły sukcesu komercyjnego. Celem nagrania albumu Bat Out of Hell II: Back Into Hell muzycy ponownie podjęli współpracę. Z tego względu „I’d Do Anything for Love” brzmieniem nawiązuje do poprzednich hitów Meat Loafa.
W piosence Meat Loaf śpiewa razem z Lorraine Crosby.

## Treść
Piosenka jest romantycznym wyznaniem mężczyzny do kobiety, w której się zakochał. Podmiot liryczny interesuje przede wszystkim miłość, a nie pożądanie. W poetycki sposób przekazuje ukochanej swoje uczucia i zapewnia, że będzie z nią na zawsze. W pełnej wersji piosenki kobieta wyraża swoje obawy, twierdząc, że po pewnym czasie zostawi ją, na co mężczyzna zapewnia, że tak się nie stanie.
Tytuł został zapożyczony z piosenki Bonnie Tyler „Getting So Excited”, z którą współpracował Steinman. Słowa „But I Won’t Do That” pojawiają się w piosence Meat Loafa sześciokrotnie i zawsze odnoszą do treści poprzedzającego wersu, to znaczy do stwierdzeń: „Forget the way you feel right now”, „Forgive myself if we don't go all the way tonight”, „Turn back”, „Stop dreaming of you every night of my life”, „See that it’s time to move on” i „Be screwing around”. Na przykład w wersie But I'll never forget the way you feel right now, Oh no - no way / I would do anything for love, but I won't do that podmiot liryczny zapewnia, że zrobiłby wszystko dla miłości, ale nigdy nie zapomni tego, jak teraz czuje się kobieta.
Jim Steinman przyrównał piosenkę do opowieści w stylu Pięknej i Bestii.

## Teledysk
Pierwotnie reżyserem teledysku miał być David Fincher, ale zażądał on od wytwórni 1,7 miliona dolarów na budżet. Z tego względu klip wyreżyserował Michael Bay, który zrealizował go za 750 tysięcy dolarów.
Klip opiera się na motywie Pięknej i Bestii. Meat Loaf wcielił się w nim w rolę samotnego stworzenia o wampirycznym wyglądzie, który spotkał piękną kobietę. Kobieta podąża za kreaturą i dochodzi do konfrontacji. Gdy oboje wyznają sobie miłość, postać grana przez Meat Loafa wraca do ludzkiej postaci, po czym odjeżdżają motocyklem.

## Odbiór
Oparcie piosenki na brzmieniu fortepianowym przysporzyło wielu zwolenników i zaowocowało numerem jeden na wielu listach przebojów, między innymi w Stanach Zjednoczonych (5 tygodni jako numer 1), Wielkiej Brytanii (7 tygodni jako numer 1), Niemczech, Australii czy Kanadzie. W Wielkiej Brytanii był to najpopularniejszy singel 1993 roku, sprzedając się w 761 200 kopii.
W 1994 roku za tę piosenkę Meat Loaf otrzymał nagrodę Grammy w kategorii Best Solo Rock Vocal Performance.
W 2004 roku magazyn „Blender” umieścił utwór na liście 50 najgorszych piosenek wszech czasów.
| Lista             | Pozycja | Źródło |
| ----------------- | ------- | ------ |
| Australia         | 1       | [ 3 ]  |
| Austria           | 1       | [ 3 ]  |
| Belgia (Flandria) | 1       | [ 3 ]  |
| Dania             | 1       | [ 4 ]  |
| Europa            | 1       | [ 5 ]  |
| Francja           | 4       | [ 3 ]  |
| Holandia          | 1       | [ 3 ]  |
| Irlandia          | 1       | [ 6 ]  |
| Islandia          | 1       | [ 7 ]  |
| Kanada            | 1       | [ 3 ]  |
| Litwa             | 1       | [ 8 ]  |
| Niemcy            | 1       | [ 3 ]  |
| Norwegia          | 1       | [ 3 ]  |
| Nowa Zelandia     | 1       | [ 3 ]  |
| Polska            | 5       | [ 9 ]  |
| Stany Zjednoczone | 1       | [ 2 ]  |
| Szwajcaria        | 1       | [ 3 ]  |
| Szwecja           | 1       | [ 3 ]  |
| Węgry             | 30      | [ 10 ] |
| Wielka Brytania   | 1       | [ 2 ]  |

## Covery i wykorzystanie
Utwór był kilkukrotnie coverowany. Wersja Jam Tronik z 1994 roku zajęła 15. miejsce na austriackiej liście przebojów.
Odniesienie do piosenki pojawia się w filmie Spice World, w którym jedną z ról gra Meat Loaf. Na prośbę kierownika zespołu Spice Girls o odetkanie toalet w autobusie grana przez Meat Loafa postać powiedziała: „Listen, I love these girls, and I'll do anything for them… but I won't do that”.
W marcu 2021 roku ogłoszono, że Meat Loaf opracowuje program oparty na tej piosence, w którym pary miały rywalizować w wyzwaniach. Plany nie doszły do skutku w związku ze śmiercią muzyka w styczniu 2022 roku.

## Personel
Źródło: WhoSampled
- Meat Loaf, Lorraine Crosby – wokal
- Kasim Sulton, Todd Rundgren, Rory Dodd – wokal wspierający
- Steve Buslowe – gitara basowa
- Kenny Aronoff – perkusja
- Roy Bittan – fortepian
- Jeff Bova – syntezator